# 韩雨 (冰壶运动员)
韩雨（2000年5月19日—），女，中國冰壺運動員。她代表中國參加2022年冬季奧林匹克運動會女子冰壺比賽。

## 生平
韩雨出生于山东省，后跟随父母来到北京市怀柔区居住。12岁，她在就读怀柔五中时开始学习冰壶，并在中考之后决定转为职业运动员。
她代表国家参加了2016年冬季青年奥林匹克运动会，并获得混合双人项目银牌。初中毕业后加入北京队，改为接受更加专业的训练。2019年，前往加拿大参加世界青少年冰壶锦标赛获得殿军，且于深圳举行的亚洲及太平洋冰壶锦标赛上接连战胜韩国与日本奪冠。2021年，首度出战世界锦标赛以第十名作收。2022年，代表中国参加2022年冬季奥林匹克运动会女子冰壶比赛。
2023年1月12日，韩雨在第31届世界大学生冬季运动会开幕式上担任中国代表团旗手。

## 外部連結
- 韩雨的新浪微博